# Francisco Raúl Villalobos Padilla
Francisco Raúl Villalobos Padilla (Guadalajara, 1921. február 1. – ?, 2022. február 3.) a római katolikus egyház mexikói püspöke.

## Élete
Villalobos Padilla Guadalajarában született, 1949. április 2-án szentelték pappá. 1971. május 4-én a Saltillói egyházmegye segédpüspökévé, 1971. augusztus 4-én pedig Columnata címzetes püspökévé nevezték ki. 1975. október 4-én Saltillo püspökévé nevezték ki, 1999. december 30-án vonult vissza a posztról. 2021-ben töltötte be a 100. életévét, és 2022. február 3-án, 101 éves korában halt meg a Covid19-ben Saltillóban, Coahuilában.

## Fordítás
Ez a szócikk részben vagy egészben  a   Francisco Raúl Villalobos Padilla című angol Wikipédia-szócikk ezen változatának fordításán alapul.  Az eredeti cikk szerkesztőit annak laptörténete sorolja fel. Ez a jelzés csupán a megfogalmazás eredetét és a szerzői jogokat jelzi, nem szolgál a cikkben szereplő információk forrásmegjelöléseként.